# Rota comercial dos varegues com os gregos
A rota comercial dos varegues com os gregos (em russo: Путь «из варяг в греки; romaniz.: Put' "iz varyag v grʲeki"; em sueco: Vägen från varjagerna till grekerna; em grego: Εμπορική Οδός Βαράγγων - Ελλήνων; romaniz.: Emporikē Odós Barággōn - Ellēnōn) foi uma rota comercial que conectou a Escandinávia, a Rússia de Quieve e o Império Bizantino. A rota permitiu que comerciantes estabelecessem ao longo dela um próspero comércio com Bizâncio, e levou alguns deles a se assentarem nos territórios das atuais Bielorrússia, Rússia e Ucrânia. Era de longa distância e incluía a hidrovia do mar Báltico, vários rios que desembocam no Báltico, e rios do sistema do rio Dniepre com transporte terrestre das embarcações nas divisórias de águas.
A rota iniciava nos centros comerciais escandinavos tais como Birka, Hedeby e Gotlândia, cruzava o mar Báltico, entrava no golfo da Finlândia, seguia o rio Neva ao lago Ládoga. Em seguida, seguia o rio Volchova, passando pelas cidades de Antiga Ladoga e Novogárdia Magna, cruzava o lago Ilmen e subia os rios Lovat, Kunya e possivelmente o Seryozha. De lá, levou-se por terra as embarcações até o rio Toropa e, rio acima, para o rio Duína Ocidental. Do Duína Ocidental, os navios foram rio acima para o rio Kasplia e novamente foram carregados para o rio Katyn, um tributário do rio Dniepre. Ao longo do Dniepre, a rota cruzou grandes corredeiras e passou por Quieve, e após entrar no mar Negro seguiu pela costa até Constantinopla.

## História

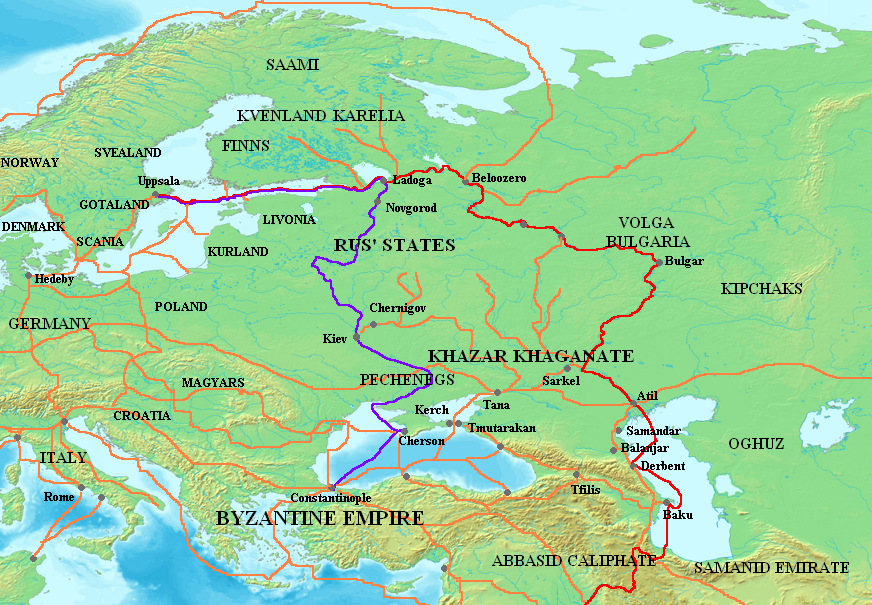
Mapa mostrando as principais rotas comerciais varegues: a rota comercial do Volga (em vermelho) e a rota comercial dos varegues e gregos (em roxo). Outros rotas dos séculos VIII-XI são mostradas em laranja

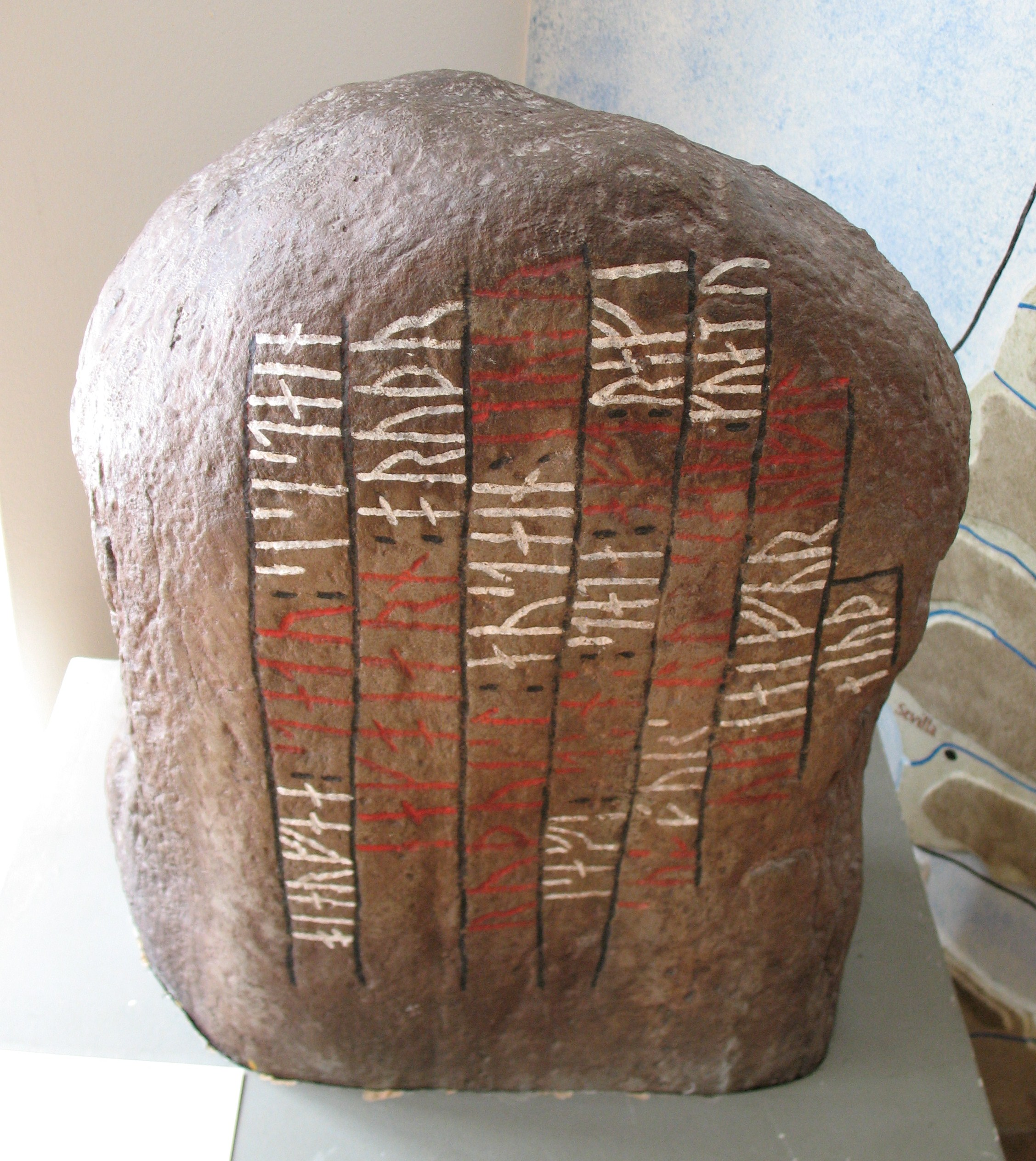
Uma cópia colorida da pedra rúnica G 280 que fala das mortes das corredeiras do Dniepre

А rota dos varegues aos gregos foram mencionadas pela primeira vez na Crônica Primária, mas seus efeitos foram reportados muito mais cedo, no começo do século IX quando os bizantinos notaram recém-chegados em suas regiões, os varegues. Embora isto passou a significar viquingues para muitos, o termo para os bizantinos significava todos os escandinavos e sua vida parentela no que é hoje a Rússia. A rota foi provavelmente estabelecida no final do século VIII e começo do século IX, quando os exploradores varegues procuraram pilhagem, mas também escravos e bens lucrativos. A rota ganhou importância significativa no século X até o primeiro terço do século XI, em simultâneo com a rota comercial do Volga e a rota dos cazares para os germânicos. Na segunda metade do século XI, os cruzados abriram rotas mais lucrativas da Europa para o Oriente através dos Estados Cruzados do Oriente Médio. Por esse tempo, os rus' tinham fortalecido seus laços comerciais com a Europa Ocidental, e a rota dos varegues e gregos gradualmente perdeu o seu significado.
De acordo com Constantino VII (r. 913–959), os criviches e outras tribos dependentes de Quieve transportaram veleiros ocos, ou monóxilos, que podiam acomodar de trinta a quarenta pessoas, de lugares ao longo do rio. Estes veleiros foram então transportados ao longo do Dniepre para Quieve. Lá eles foram vendidos aos varegues que re-equiparam-os e carregaram-os com mercadorias. A rota foi usada para transportar diferentes tipos de mercadorias. Vinho, especiarias, vidro, tecidos caros, ícones e livros vieram para o Império Bizantino. Quieve utilizou-a para o comércio de pão, produtos artesanais, moedas de prata, etc. De Volínia rodas de fiar e outros itens. Certos tipos de armas e artesanatos vieram da Escandinávia. Os rus' do norte ofereceram madeira, peles, mel e cera, enquanto as tribos bálticas negociavam âmbar.
Os locais nomeados incluem Esmolensco (Μιλινισκα), Liubech (Τελιουτζα), Czernicóvia (Τζερνιγωγα), Vyshhorod (Βουσεγραδε) Vitechev (Βιτετζεβη) e Quieve (Κια(ο)βα). Algumas destas cidades tinham nomes alternativos em na língua nórdica antiga, e Constantino cita alguns deles: Novgorod (Νεμογαρδα) - Hólmgarðr (ilha clausura) e Nýgarðr (nova clausura); Quieve - Kœnugarðr (estaleiro naval) e Σαμβατας - Sandbakki-áss (baixio da crista). Constantine Zuckrman sugere uma etimologia mais óbvia, de raízes turcas (cazares) "sam" + "bat" (literalmente, "fortaleza superior").
No Dniepre os varegues carregavam seus navios em torno sete corredeiras, onde tinha que estar em guarda para os nômades pechenegues. As corredeiras começavam abaixo de Dnipro onde o rio virou para sul e caiu 50 m em 66 km. Abaixo das corredeiras, eles tinham que passar por uma estreita área rochosa chamada de Forde de Vrar, onde os varegues foram frequentemente atacados pelos pechenegues. Os varegues paravam na ilha de São Jorge. Em seguida, equipavam seus navios com velas no estuário do rio e continuaram navegando junto da costa ocidental do mar Negro até Constantinopla.
A rota dos varegues com os gregos foi conectada com outras vias navegáveis da Europa Oriental, tais como a via Pripécio-Buga Oeste que levou à Europa Ocidental, e a rota do Volga, que desceu o canal do Volga ao mar Cáspio. Outro desdobramento foi ao longo do Dniepre e o rio Usyazh-Buk em direção a Lukoml e Polácia.